# BTI (企業)
BTI（正式社名・株式会社ベネカ・トウンガル・イカ）は東京都千代田区に本社を置く看板横断幕　製造卸・小売業である。1998年創業。

## 会社概要
「オウエンダンマク」ブランドでインターネット販売にて横断幕告知用やスポーツ応援幕観戦用・懸垂幕広告用・タペストリー販促用・手旗応援用・のぼり旗販促用のオリジナル企画・製作元。
前述の通り、特に横断幕ではインターネット販売に於いて、2003年からの老舗であり、横断幕関係製品は国内基準に準じたのを提供し、特に防炎加工製品は防炎協会認定公認商品の取扱い商品としており、オウエンダンマクで知られている
前述の通り、横断幕や応援幕・旗などの広告物・観戦用・販促用などの既製品ではなくオリジナルデザインのものを主流に受注生産として企画・製作している
また、別ブランドである「感謝の心！」ブランドではインターネット販売にてオリジナルのぼり旗応援用や販促用・手旗応援用・大漁旗販促用・防炎のぼり旗屋内用・販促用の企画・製作元でもある。
これも前述の通り、特にのぼり旗ではインターネット販売に於いて、完全データサービスで、データ入稿なら　より価格を安く提供するサービスを実施。オプションには国内基準に準じた、特に防炎加工製品は防炎協会認定公認商品の取扱い商品としている、感謝の心！ブランドで知られている
こちらも　前述の通り、横断幕や応援幕・旗などの広告物・観戦用・販促用などの既製品ではなくオリジナルデザインのものを主流に受注生産・企画・製作している
同社のブランド名である「オウエンダンマク」は2006年から応援団幕応援弾幕に掛けて文字を造語として　代表者　が考案し名づけたブランド名を使用している。